# Micrapate bicostula
Micrapate bicostula är en skalbaggsart som beskrevs av Pierre Lesne 1906. Micrapate bicostula ingår i släktet Micrapate och familjen kapuschongbaggar. Inga underarter finns listade i Catalogue of Life.